# Vaiano (Castiglione del Lago)
Vaiano è una frazione del comune di Castiglione del Lago (PG).
Il paese si trova a 371 m s.l.m., in posizione collinare sui colli che separano la Valdichiana dal lago Trasimeno, ed è occupato da 234 abitanti (490 secondo il sito del Comune).
Altre località del territorio sono Ballotti, Poggio del Papa, Cellaio, Poggio del Sole, Cimbano (369 m, 44 ab.) e Rengone.

## Storia
Come in altre località del territorio castiglionese, anche qui sono stati rinvenuti diversi reperti archeologici che fissano i primi insediamenti al tempo degli etruschi prima e dei romani poi.
Durante il dominio longobardo venne costruita una fattoria fortificata (curtis munita).
Nel basso medioevo, il crinale di Vaiano divenne l'unica via di comunicazione tra Chiusi e Cortona, per via dell'impaludamento delle pianure della Chiana. Qui, infatti, vennero erette due fortificazioni militari, una senese e l'altra perugina, che servivano anche da dogana.
Vaiano poi divenne sede di parrocchia, intitolata a sant'Egidio abate.
All'arrivo dei francesi (anni 1809-1814), Vaiano venne eretto allo status di comune, comprendente le frazioni di Villastrada, Porto e Macchie. In seguito divenne comune appodiato e con l'Unità d'Italia, nel 1865, il suo territorio fu acquisito dal comune di Castiglione.
Al giorno d'oggi la frazione è cresciuta soprattutto intorno alla strada che collega Villastrada a Gioiella.

## Monumenti e luoghi d'interesse

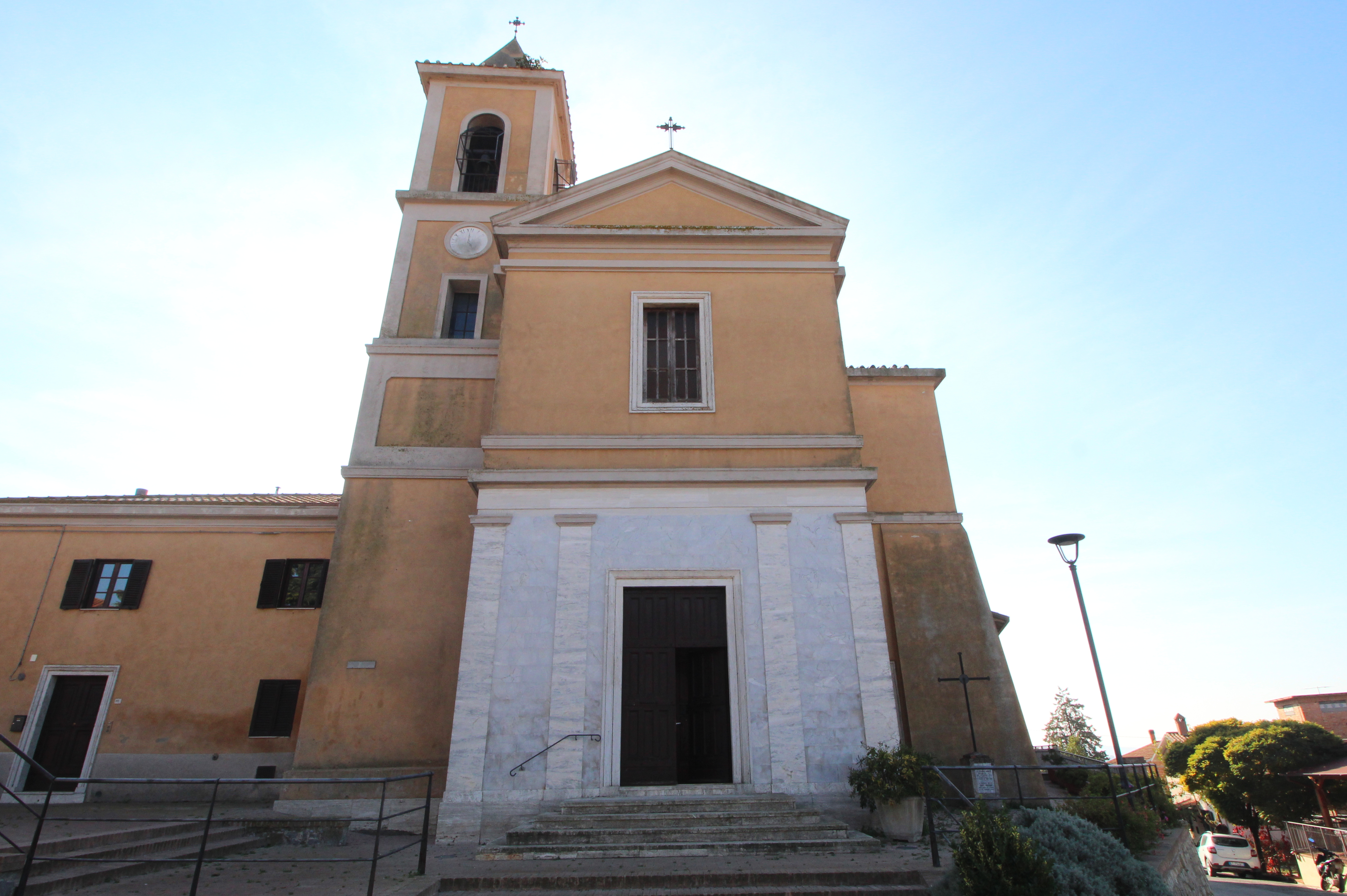
La chiesa di Sant'Egidio

- Torri di Beccati Questo/Beccatiquesto (Siena) e Beccati Quest'altro/Beccatiquillo (Perugia);[3]
- Tomba etrusca (III secolo a.C.), in loc. Paradiso.[4]

## Economia e manifestazioni
Un tempo l'agricoltura era assai fiorente, poi è progressivamente diminuita di importanza in seguito allo spopolamento delle campagne.
Il 1º settembre si tiene, da secoli, la Fiera di Sant'Egidio, che una volta rappresentava la maggior fiera agricola dei dintorni.